# Lodewijk Woltjer
Lodewijk Woltjer (Noordwijk, 26 april 1930 - Genève, 25 augustus 2019) was een Nederlands astronoom.

## Biografie
Lodewijk Woltjer was de zoon van de sterrenkundige Jan Woltjer. Hij studeerde aan de Universiteit Leiden, waar hij in 1957 bij Jan Oort promoveerde op een proefschrift over de Krabnevel.
Woltjer deed onderzoek aan verscheidene Amerikaanse universiteiten, waarna hij vanaf 1959 lector en tussen 1961 en 1964 hoogleraar theoretische astrofysica en plasmafysica aan de Universiteit Leiden was. Van 1964 tot 1974 was hij hoogleraar aan de Columbia universiteit.
Van 1975 tot 1987 was Woltjer directeur van de Europese Zuidelijke Sterrenwacht (ESO). Daar was hij onder meer betrokken bij de ontwikkeling van de Very Large Telescope.
Woltjer was van 1994 tot 1997 voorzitter van de Internationale Astronomische Unie. De Lodewijk Woltjer Lecture van de European Astronomical Society is naar hem vernoemd.
Woltjer was lid van de Koninklijke Nederlandse Akademie van Wetenschappen en van de Académie des sciences.
Planetoïde (3377) Lodewijk is naar hem vernoemd.

## Publicaties (selectie)
- Lodewijk Woltjer: The Crab Nebula. Proefschrift Leiden, 1957[1]
- L. Woltjer: De eenvoud van het heelal. Academische rede Leiden, 1961
- L. Woltjer (ed.): Galaxies and the universe. [Lectures]. Held on the occasion of the 1966 Vetlesen Prize award to Jan Hendrik Oort, (Columbia University), 18-10-1966). New York, Columbia University Press, 1968
- Arne Ardeberg & L. Woltjer: ESO Workshop on Site Testing for Future Large Telescopes, La Silla, 4-6 October 1983. Proceedings. Garching bei München, European Southern Observatory, 1984. ISBN 3923524188
- Lodewijk Woltjer: Europe's quest for the universe. ESO and the VLT, ESA and other projects. Les Ulis, EDP Sciences, 2006. ISBN 2-86883-813-8